# Березова (деревня)
Березова — деревня в Юрлинском районе Пермского края, на реке Березовка(приток р. Юм), в 36 км от села Юрла. Входит в состав Юрлинского сельского поселения.

## История
Деревня Березова известна с 1868 года.  1886 году средства к существованию население извлекало от земледелия. Подсобными заработками были заготовка леса на сплав, ручная распиловка в соседних селениях. В  1929 году был создан колхоз «Путь к коммунизму».

## Население
| 1869 | 1909 | 1926 | 1958 | 1979 | 1989 | 1998 | 2010 | 2013 |
| ---- | ---- | ---- | ---- | ---- | ---- | ---- | ---- | ---- |
| 178  | 225  | 267  | 257  | 146  | 110  | 96   | 16   | 15   |

## Транспорт и связь
В деревне Березова  присутствуют услуги стационарной телефонной связи.